# Гречко, Андрей Антонович
Андре́й Анто́нович Гре́чко (4 (17) октября 1903, село Голодаевка, Таганрогской округ, область Войска Донского, Российская империя — 26 апреля 1976, Москва, РСФСР, СССР) — советский военный и государственный деятель, Маршал Советского Союза (1955), дважды Герой Советского Союза (1958, 1973). Министр обороны СССР (1967—1976).
Член ЦК КПСС (1961—1976). Член Политбюро ЦК КПСС (1973—1976). Герой Чехословацкой ССР (1969).

## Биография

### Ранние годы
Андрей Антонович Гречко родился 17 октября 1903 года в слободе Голодаевка (ныне село Куйбышево, Куйбышевский район, Ростовская область) в семье сельского кузнеца. Был тринадцатым ребёнком в семье. Украинец. Согласно воспоминаний председателя колхоза родного села Гречко Илариона Лямцева, уже будучи министром обороны, с подчиненными с родных мест он общался на украинском языке. 
В Красной армии с декабря 1919 года, доброволец. Участник Гражданской войны. Воевал красноармейцем в 11-й кавалерийской дивизии 1-й Конной армии на Южном и Кавказском фронтах. Участник боевых действий против войск генералов А. И. Деникина и П. Н. Врангеля на Южном фронте, отрядов Н. И. Махно и ликвидации политического и уголовного бандитизма (в том числе банды «Маруси Чёрной» в 1921 году).
С сентября 1921 по июль 1922 года служил в отдельном батальоне ЧОН в Таганроге, затем отправлен учиться. Учился на Крымских кавалерийских курсах имени ЦИК КрАССР, которые окончил в августе 1923 года. Был сразу же направлен учиться в Таганрогскую кавалерийскую школу Северо-Кавказского военного округа, в сентябре 1924 года переведён в Северо-Кавказскую горских национальностей кавалерийскую школу (Краснодар). Во время учёбы был старшиной эскадрона, в 1925 году участвовал в боевых операциях против бандформирований в Чечне, в 1926 году — в Дагестане. В 1926 году окончил кавшколу. Член ВКП(б) с 1926 года.
С сентября 1926 по апрель 1932 года служил в 61-м кавалерийском полку 1-й отдельной кавалерийской бригады Московского военного округа: командир взвода, командир пулемётного эскадрона. Во главе эскадрона участвовал в параде на Красной площади 7 ноября 1927 года. Затем — на учёбе.
Окончил Военную академию РККА имени М. В. Фрунзе в 1936 году. После её окончания служил в Особой Краснознамённой кавалерийской дивизии имени И. В. Сталина Московского военного округа (затем переброшена в Белорусский особый военный округ): помощник начальника и врид начальника 1-й (оперативной) части штаба дивизии, командир 62-го кавалерийского полка, с мая 1938 — помощник начальника штаба дивизии, с октября 1938 года — начальник штаба дивизии. В этой должности участвовал в походе РККА в Западную Белоруссию в сентябре 1939 года.
Окончил Академию Генерального штаба РККА имени К. Е. Ворошилова в июне 1941 года.

### Великая Отечественная война
В первые дни Великой Отечественной войны подполковник досрочно окончил академию и проходил службу в оперативном управлении Генеральном штабе РККА.
С июля 1941 года командовал 34-й кавалерийской дивизией, формировавшейся на Юго-Западном фронте в районе города Прилуки и вступившей в первой половине августа в бой с немецко-фашистскими захватчиками в ходе Киевской оборонительной операции. Дивизия до января 1942 года сражалась в составе 26-й армии, 38-й армии и 6-й армии на Юго-Западном фронте (Левобережная Украина).

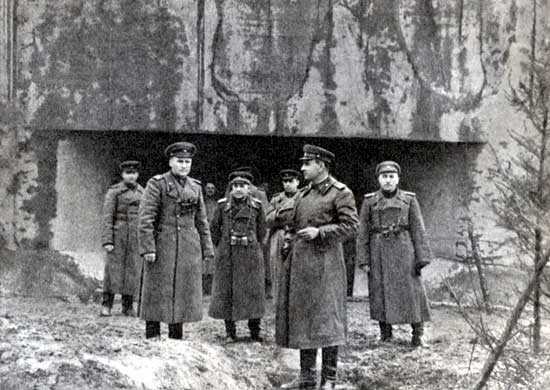
Командующий 1-й гвардейской армией генерал-полковник А. А. Гречко (в центре) на линии Арпада. 1944 год

С января 1942 года — командир 5-го кавалерийского корпуса, принимавшего участие в Барвенково-Лозовской наступательной операции. С марта 1942 года — командующий оперативной группой войск Южного фронта, которая действовала в Донбассе.
С апреля 1942 года — командующий 12-й армией Южного фронта, оборонявшейся на ворошиловградском направлении. С июля участвовал в битве за Кавказ, сначала в прежней должности. С сентября 1942 года — командующий 47-й армией и одновременно исполняющий должность командующего Новороссийским оборонительным районом. С 19 октября 1942 года — командовал 18-й армией Черноморской группы войск Закавказского фронта, сражавшейся на туапсинском направлении.
С 5 января 1943 года — командующий 56-й армией Закавказского фронта, которая в ходе Северо-Кавказской наступательной операции после ожесточённых боёв в январе прорвала сильно укреплённую оборону противника и вышла на подступы к Краснодару. В феврале-марте в составе Северо-Кавказского фронта участвовал в Краснодарской наступательной операции, а затем в ряде локальных и большей частью неудачных наступательных операций войск фронта. В сентябре 1943 года войска 56-й армии во взаимодействии с 9-й армией и 18-й армией в ходе Новороссийско-Таманской наступательной операции освободили Таманский полуостров.
С 16 октября 1943 года А. А. Гречко — заместитель командующего войсками Воронежского (с 20 октября — 1-го Украинского) фронта. Участвовал в битве за Днепр, в том числе и в Киевской наступательной и в Киевской оборонительной операциях.
С декабря 1943 года до конца войны — командующий 1-й гвардейской армией, которая участвовала в Житомирско-Бердичевской, Проскурово-Черновицкой, Львовско-Сандомирской, Западно-Карпатской, Моравско-Остравской и Пражской операциях. День Победы встретил восточнее Праги.

Андрея Антоновича я знал с первых дней войны. В эту трудную пору 1941 года он работал в Оперативном управлении Генерального штаба. Уже тогда его отличало стремление к самостоятельной работе в войсках. Андрей Антонович настойчиво просился на фронт и вскоре уехал на Северный Кавказ в командировку и там по представлению командарма был назначен командиром кавалерийской дивизии. В войну нам не часто приходилось встречаться, но я хорошо знал отзывы о нём, и они были самые положительные. Вскоре А. А. Гречко стал командующим армией, а затем заместителем командующего фронтом и закончил войну, снова по его-же просьбе, командующим 1-й гвардейской армией. А. А. Гречко имеет большой боевой опыт и уже в войну получил признание как талантливый полководец….
— Дважды Герой Советского Союза Маршал Советского Союза Василевский А. М. Дело всей жизни. Издание второе, дополненное. — М: Издательство политической литературы, 1975. С. 399.

### Послевоенная карьера

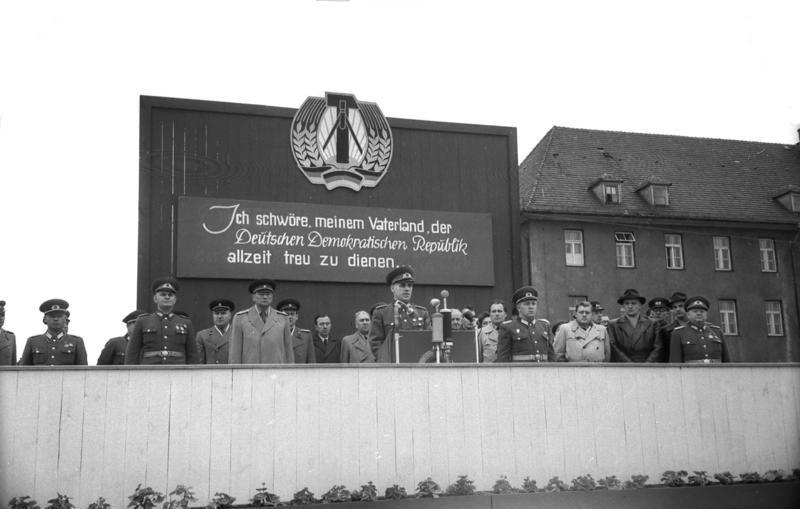
Главнокомандующий ГСВГ А. А. Гречко на параде войск ННА ГДР. 1956 год.

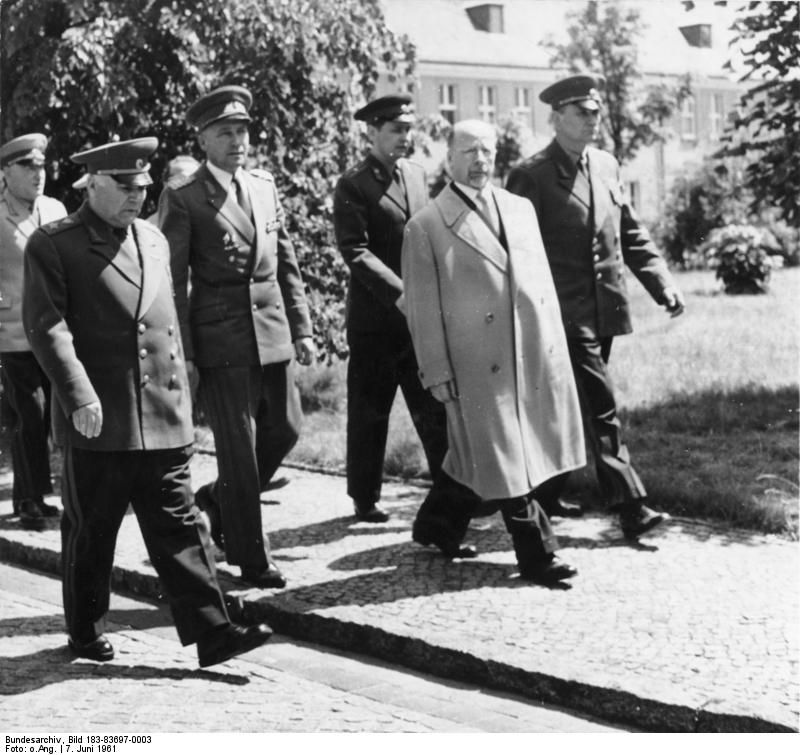
1-й заместитель министра обороны СССР — главнокомандующий Объединёнными ВС государств — участников Варшавского договора А. А. Гречко (первый справа), руководитель ГДР Вальтер Ульбрихт (второй справа) с министром обороны СССР Р. Я. Малиновским (слева) в ГДР. 1961 год.

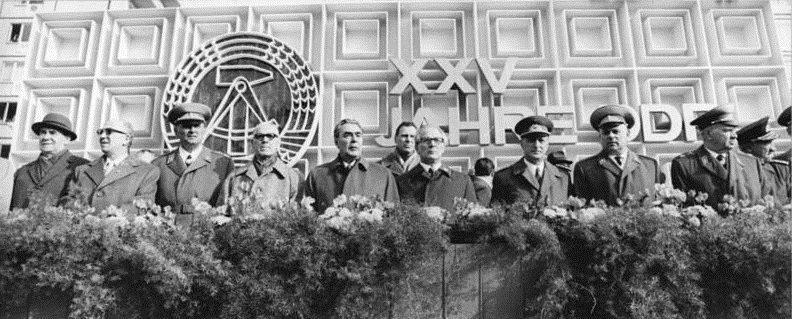
Министр обороны СССР А. А. Гречко (3-й слева)
на параде войск ННА ГДР. 1974 год.

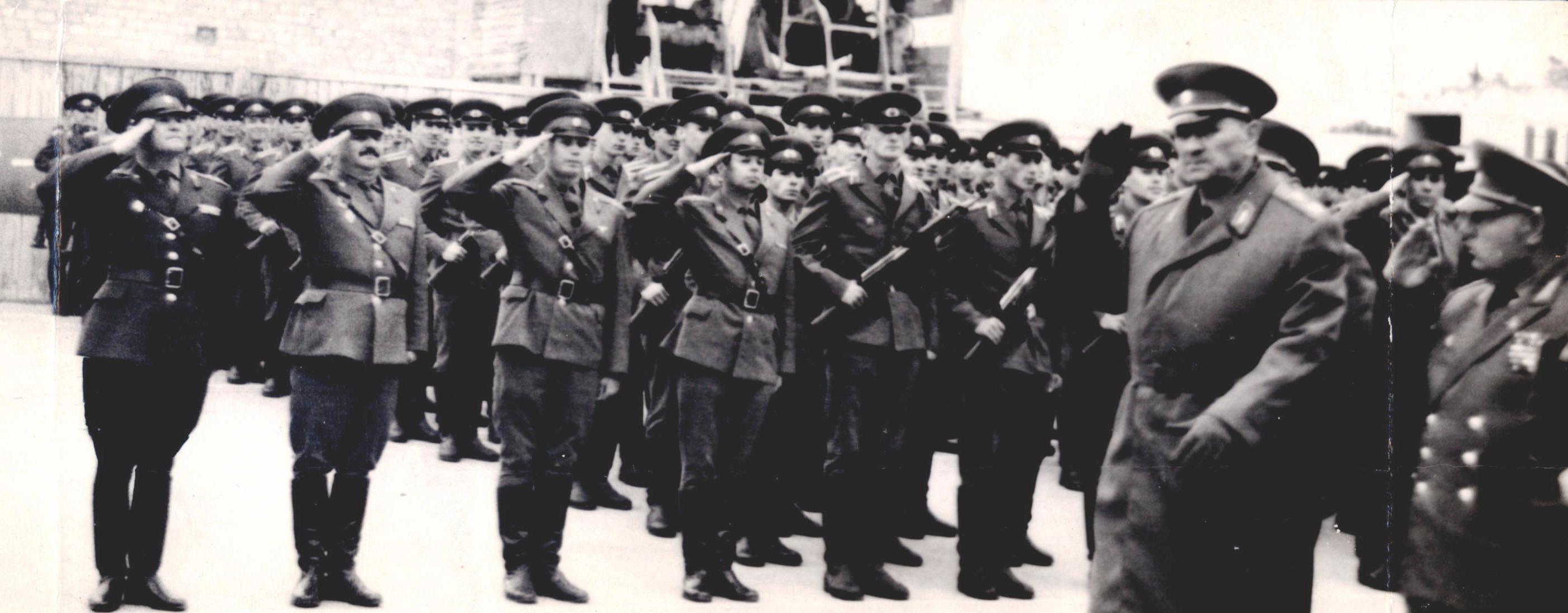
4-й батальон БВОКУ на встрече министра обороны СССР Маршала Советского Союза Гречко А. А., 1970 год.

После окончания войны с июля 1945 года командовал войсками Киевского военного округа.
С 26 мая 1953 года — главнокомандующий Группой советских оккупационных войск в Германии (с 1954 года — Группа советских войск в Германии); в этой должности участвует в подавлении июньского восстания 1953 года в ГДР.
С 12 ноября 1957 года — первый заместитель министра обороны СССР — главнокомандующий Сухопутными войсками СССР.
Указом Президиума Верховного Совета СССР от 9 февраля 1958 года за мужество и героизм, проявленные в борьбе с немецко-фашистскими захватчиками, Андрею Антоновичу Гречко присвоено звание Героя Советского Союза с вручением ордена Ленина и медали «Золотая Звезда».
C 7 апреля 1960 года — первый заместитель министра обороны СССР, с июля 1960 года — первый заместитель министра обороны СССР — главнокомандующий Объединёнными Вооружёнными силами государств — участников Варшавского договора.

### Министр обороны СССР
C апреля 1967 года до своей кончины в 1976 году — министр обороны СССР. Один из организаторов ввода советских войск в Чехословакию 1968 года. На торжественном заседании 23 февраля 1968 года в выступлении упомянул имя Сталина, что вызвало аплодисменты.
Член ЦК КПСС в 1961—1976 годах (кандидат с 1952), член Политбюро ЦК КПСС в 1973—1976 годах (первый министр обороны, включённый в Политбюро после 16-летнего перерыва после снятия с должности министра Г. К. Жукова).

Указом Президиума Верховного Совета СССР от 16 октября 1973 года за заслуги перед Родиной в строительстве и укреплении Вооружённых сил СССР и в связи с 70-летием со дня рождения, Маршал Советского Союза Андрей Антонович Гречко награждён второй медалью «Золотая Звезда». 

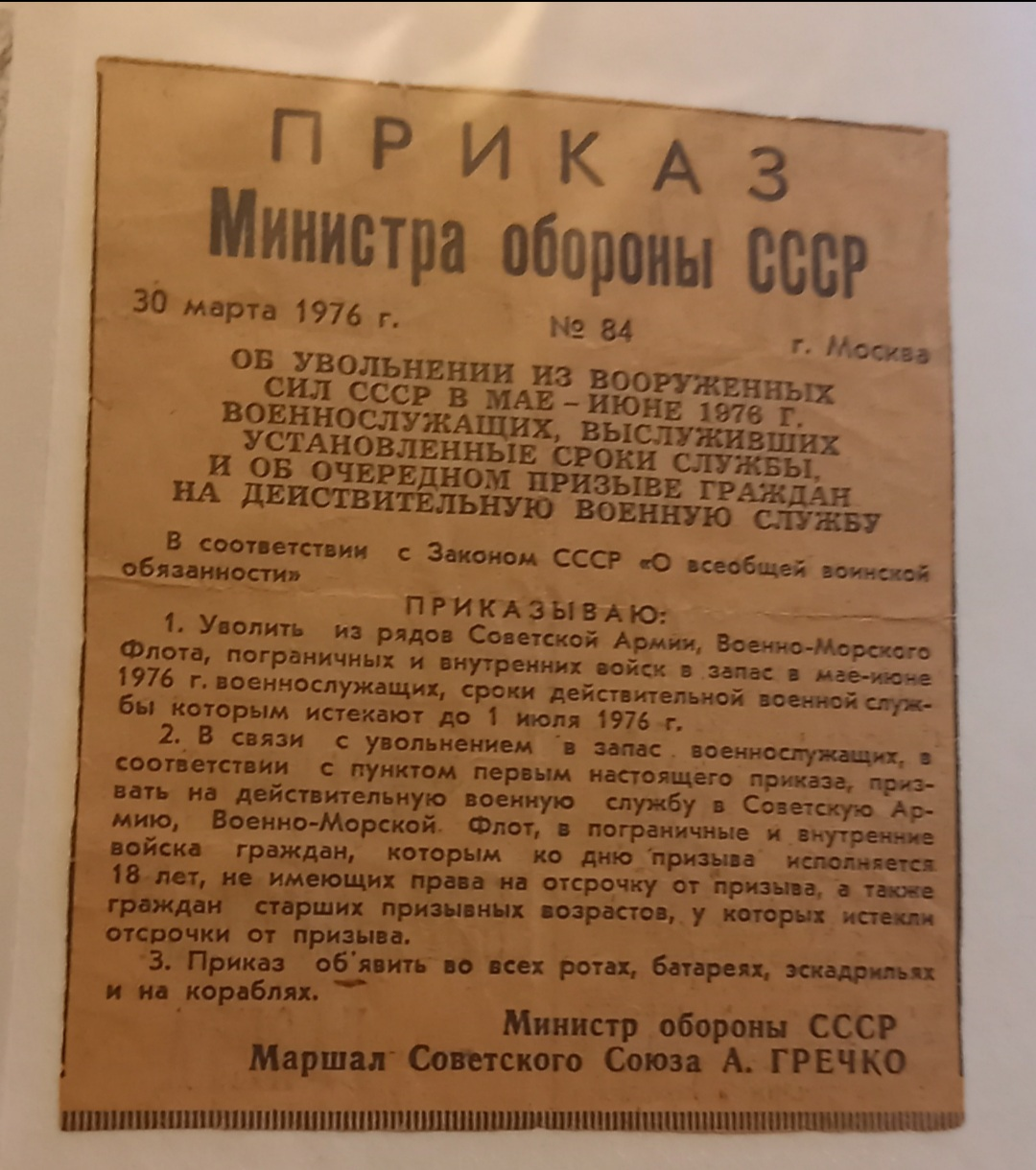

С 1973 года являлся главным редактором 12-томного энциклопедического издания «История Второй мировой войны 1939—1945». 
Министр обороны СССР Маршал Советского Союза Андрей Антонович Гречко умер 26 апреля 1976 года. Похоронен в Москве, на Красной площади, урна с прахом замурована в Кремлёвской стене.

## Семья
- Жена — Акентьева Клавдия Владимировна (1907 — 18.12.1990)
- Дочь — Гречко Татьяна Андреевна (1927 — 09.12.2002) 1-й муж — майор Дроздов Н. Ф. (адъютант Гречко) , 2-й муж (с 1957) — Кириченко Ю. А. (ум. 06.05.2017)
- Внучка — Гречко (урожд. Дроздова) Ирина Андреевна (1947 — 31.03.1978); муж — Бирюзов С., сын маршала
- Внучка — Гречко (урожд. Дроздова) Клавдия Андреевна (1947 — 16.07.1993); муж — Семёнов, обе внучки были удочерены Андреем Гречко, тем самым формально юридически став его дочерьми.

## Армейский болельщик
По воспоминаниям современников Андрей Антонович был увлечённым болельщиком ЦСКА.

Андрей Антонович был футбольным фанатом в хорошем смысле этого слова. В ЦСКА души не чаял. Помню, когда после войны мы приезжали играть в Киев, где Гречко был командующим военным округом, он всегда нас встречал и принимал у себя. Ходил на наши матчи. А перебравшись в Москву, внимания ЦСКА стал уделять ещё больше. Сколько же хорошего он сделал для клуба! Жаль, другие военачальники, возглавлявшие Министерство обороны, этим не отличались. Малиновского, Устинова, Соколова спорт-то не шибко интересовал.— Юрий Нырков, защитник ЦДСА и сборной СССР по футболу.
Для ЦСКА маршал Гречко сделал больше, чем все министры обороны СССР, вместе взятые. Именно благодаря ему клуб получил в своё распоряжение не только новый стадион, но и манеж, и базу в Архангельском, и массу других спортивных сооружений.

## Критика
Е. С. Катукова —  вдова маршала бронетанковых войск М. Е. Катукова  характеризует А. Гречко как надменного, равнодушного и чёрствого человека, который считал, что «ему всё дозволено, всё можно». Нелестную характеристику оставил в книге воспоминаний В. П. Брюхов, Герой Российской Федерации, служивший офицером для особых поручений в штабе Главного командования Группы советских войск в Германии в начале 1950-х гг.: «подтянутый, с каменным выражением лица… В его взгляде чувствовалось презрение».

## Воинские звания
- капитан — 30.12.1935;
- майор — 28.07.1937;
- подполковник — 11.11.1939;
- полковник — 10.07.1941;
- генерал-майор — 09.11.1941;
- генерал-лейтенант — 28.04.1943;
- генерал-полковник — 09.10.1943;
- генерал армии — 03.08.1953;
- Маршал Советского Союза — 11.03.1955.

## Награды
Советские награды
- Дважды Герой Советского Союза (01.02.1958 № 10829, 16.10.1973 № 89).
- Шесть орденов Ленина (13.12.1942, 21.02.1945, 01.02.1958, 15.10.1963, 22.02.1968, 16.10.1973).
- Три ордена Красного Знамени (5.11.1941, 3.11.1944, 15.11.1950).
- Два ордена Суворова I степени (29.05.1944, 23.05.1945).
- Два ордена Кутузова I степени (09.10.1943, 25.08.1944).
- орден Богдана Хмельницкого I степени (10.01.1944).
- Орден Суворова II степени (28.02.1943).
- Медали СССР.
- Почётное оружие с золотым изображением Государственного герба СССР (22.02.1968).

Иностранные награды
- Герой Чехословацкой Социалистической Республики (03.10.1969).
- Virtuti militari I степени (ПНР).
- Ордена Возрождения Польши 1-й и 3-й степеней (ПНР).
- Орден «Крест Грюнвальда» 2-й степени (ПНР).
- Орден Клемента Готвальда (ЧССР).
- Орден Белого Льва «За победу» 1-й степени (Чехословакия).
- Военный крест 1939 года (Чехословакия).
- Орден Знамени с алмазами (ВНР).
- Орден Заслуг Венгерской Народной Республики 1-й степени (ВНР).
- Орден Заслуг Венгерской Народной Республики 5-й степени (ВНР).
- Орден Карла Маркса (ГДР).
- 2 ордена Сухэ-Батора (МНР).
- Орден Звезды Румынии 1-й степени (СРР).
- Орден «23 августа» 1-й степени (СРР).
- Орден Льва Финляндии 1-го класса (Финляндия).
- Орден Междуречья 2-й степени (Ирак).
- Орден «Сардал-Ала» (орден Вождя) I степени (Афганистан[11]).
- Памятная медаль Чехословацкой Армии за границей (ЧССР).
- Дукельская памятная медаль (ЧССР).
- Медаль «Победы и Свободы» (ПНР).
- Другие иностранные медали.

## Память

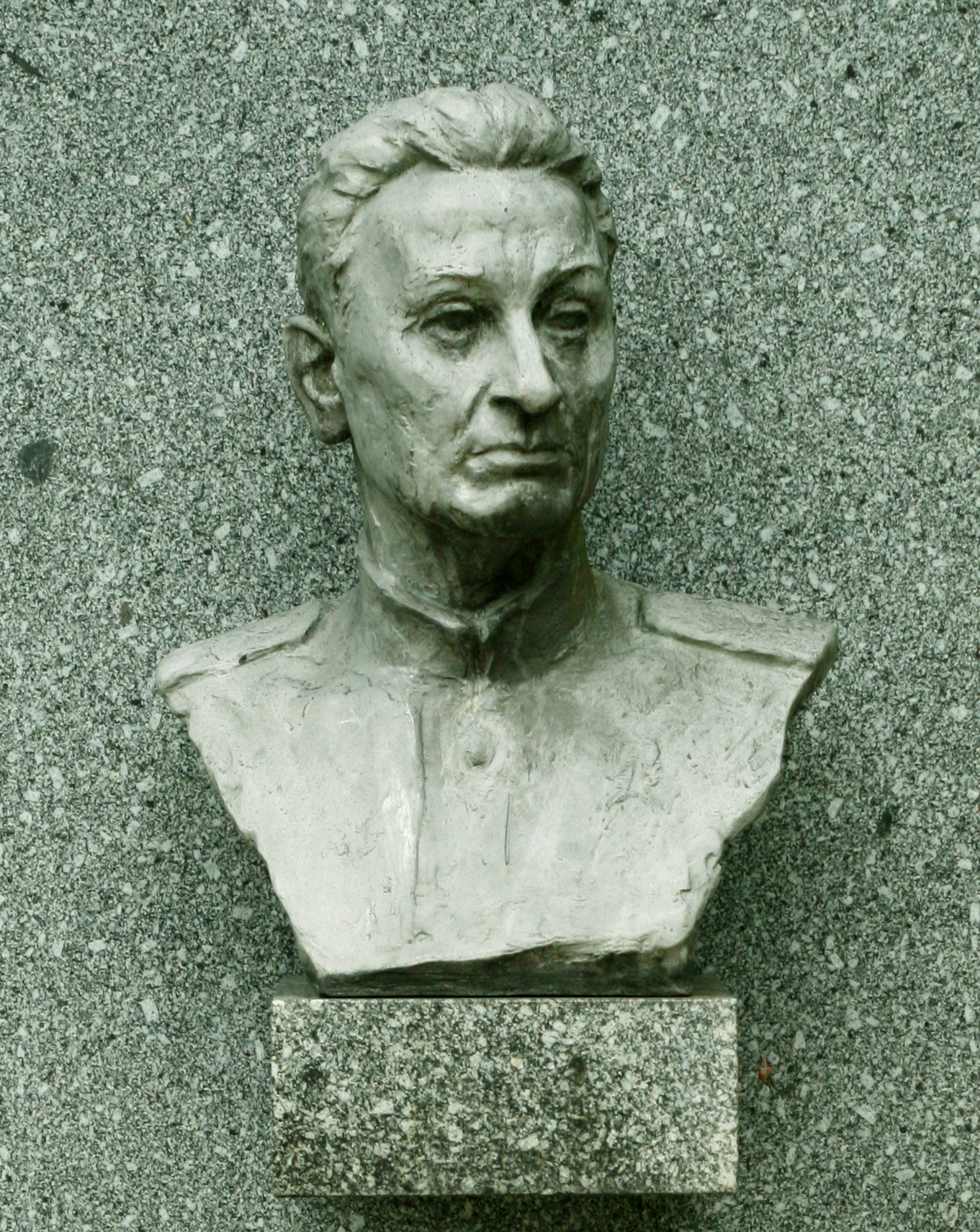
Бронзовый бюст в Чехии, на Аллее Героев на Дукле.

- Бронзовый бюст дважды Героя Советского Союза А. А. Гречко установлен на родине, в селе Куйбышево Ростовской области[12][13].
- Его имя было присвоено Военно-морской академии (ныне Военно-морская академия им. Н. Г. Кузнецова).
- В 1976 году часть бывшего Можайского шоссе от улицы Генерала Ермолова до Аминьевского шоссе была переименована в проспект Маршала Гречко; в 1992 году проспект был присоединён к Кутузовскому проспекту. Сохранился мемориальный пилон рядом с одним из выходов станции метро «Парк Победы» и аннотационные доски на стене дома 76 по Кутузовскому проспекту. Имя Маршала Гречко также сохранил тоннель, расположенный на территории проспекта.
- Нефтерудовоз «Маршал Гречко», входивший в состав флота НМП.
- Улицы в Абинске, Крымске, Славянске Донецкой области, в Ровеньках Луганской области, в Нукусе (Узбекистан) названы его именем.
- На здании штаба Киевского военного округа была установлена мемориальная доска.
- На здании бывшей Военной академии Генштаба в Москве (переулок Хользунова, 14) установлена мемориальная доска.
- В Крымске, на улице имени Маршала А. А. Гречко стоит гранитный камень с памятной доской об освобождении Крымского района Маршалом Гречко.
- Бронзовый бюст дважды Героя Советского Союза А. А. Гречко установлен в Чехии, на Аллее Героев на Дукле[14].
- Имя А. А. Гречко с 14 января 2015 года носит средняя школа в райцентре Куйбышево, на родине маршала.
- Имя дважды героя Советского Союза А. А. Гречко носит общеобразовательная школа в пгт Партенит (Республика Крым)

## Киновоплощения
- В киноэпопее Юрия Озерова «Солдаты свободы» (1977) роль А. А. Гречко исполнил Василий Лановой.
- В российском телесериале «Десантный батя» (2008) роль А. А. Гречко исполнил Владимир Коренев.
- В российском кинофильме «Хоккейные игры» (2012) роль А. А. Гречко исполнил Юрий Чигров.

## Мемуары
- Гречко А. А. Через Карпаты. — М.: Воениздат, 1970. — 432 с. — 100 000 экз.
  - . — 2-е изд., доп. — М.: Воениздат, 1972. — 484 с. — 100 000 экз.
- Гречко А. А. Годы войны. 1941—1943. — М.: Воениздат, 1976. — 574 с. — 400 000 экз.
- Гречко А. А. Битва за Кавказ. — М.: Воениздат, 1967. — 424 с. — 50 000 экз.
  - . — М.: Воениздат, 1969. — 424 с. — 50 000 экз.
  - . — М.: Воениздат, 1971. — 524 с. — 50 000 экз.
  - . — М.: Воениздат, 1973. — 496 с. — 100 000 экз. — (невысокую оценку книге давал маршал Г. К. Жуков[15])